# Peugeot 304
Peugeot 304 – mały samochód rodzinny produkowany przez francuską firmę Peugeot w latach 1969 – 1980.
Model 304 został zaprezentowany we wrześniu 1969 roku. Bazował na Peugeocie 204 z którym dzielił wiele części, najbardziej rzucającą się w oczy różnicą jest wygląd przedniej części nadwozia. Samochód napędzany był silnikiem o pojemności 1288 cm³ (XL3) oraz jego sportową wersją "S" z dwugardzielowym gaźnikiem (XL3S). Późniejsze modele były wyposażone w silniki o pojemności 1290 cm³ (XL5/XL5S). Dostępny był również silnik Diesla. Samochód był dostępny jako czterodrzwiowy sedan, estate/station wagon, dwudrzwiowe coupé, kabriolet oraz van. Model ten był jak na swoje czasy zaawansowany technicznie, posiadał system w pełni niezależnego zawieszenia, silnik wykonany z lekkich stopów w układzie OHC, czterobiegową skrzynię biegów, która korzystała z tego samego oleju co silnik, hamulce tarczowe z przodu oraz hamulce bębnowe z tyłu.
Koniec produkcji modelu 304 nastąpił z rokiem 1980. Wyprodukowano 1 178 425 egzemplarzy tego modelu. Następca, Peugeot 305, zadebiutował na dwa lata przed końcem produkcji modelu 304 (1978 rok).

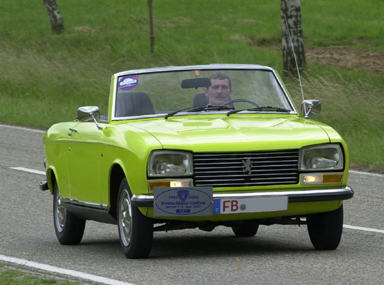
Peugeot 304 cabriolet